# Sudra notanda
Sudra notanda är en insektsart som beskrevs av William Lucas Distant 1908. Sudra notanda ingår i släktet Sudra och familjen dvärgstritar. Inga underarter finns listade i Catalogue of Life.